# Denver, ostatni dinozaur
Denver, ostatni dinozaur (ang. Denver, the Last Dinosaur) – serial animowany z 1988 roku wyprodukowany przez Calico i World Events Productions. Producentem wykonawczym i twórcą serialu jest Peter Keefe, a producentem i reżyserem Tom Burton. Muzykę do serialu skomponował Dale Schacker.
Tytułowym bohaterem jest dinozaur z gatunku korytozaur, którego jajo znalazła grupka nastolatków z Kalifornii: Jeremy, Wally, Shades, Mario, Heather i Casey. Denver dosyć szybko opanował ludzki język w stopniu zadowalającym.
W Polsce serial emitowany był w TVP od 7 maja 1991 r. do maja 1992 r. Serial był kilkakrotnie powtarzany, m.in. w TV Polonia (1994), w Polsacie (1995) oraz w TVN. Od 28 lutego 2009 roku do 2010 roku serial był emitowany na Tele 5 w wersji lektorskiej, którą czytał Henryk Pijanowski. Serial obecnie emitowany na kanale TeleTOON+.
Serial został wydany na VHS oraz DVD z polskim dubbingiem.

## Obsada głosowa
| Postać                | Obsada amerykańska | Obsada francuska  |
| --------------------- | ------------------ | ----------------- |
| Denver                | Pat Fraley         | Jean-Claude Donda |
| Wally Adams           | Adam Carl          | Nicole Raucher    |
| Jeremy Anderson       | Adam Carl          | Pierre Laurent    |
| Mario                 | Cam Clarke         | Jean-Louis Faure  |
| Charlie „Shades”      | Cam Clarke         | Stéphane Bazin    |
| Casey                 | Kath Soucie        | Odile Schmitt     |
| Morton Fizzback       | Brian Cummings     | Laurent Hilling   |
| Heather Adams         | Kath Soucie        | Odile Schmitt     |
| prof. Bartłomiej Funt | Brian Cummings     | Jean-Claude Donda |
| Chet                  | Rob Paulsen        | Brak danych       |
| Freddy Facknitts      | Cam Clarke         | Jean-Claude Donda |
| Nick                  | Rob Paulsen        | Pierre Laurent    |
| „Paskudna Berta” Bird | June Foray         | Danièle Hazan     |

## Wersja polska

### Dubbing
Wersja polska: Telewizyjne Studia Dźwięku

Reżyseria: Elżbieta Jeżewska

Dialogi:
- Joanna Klimkiewicz (odc. 1-2, 6, 10, 27, 29-31, 33, 38-40, 45, 51),
- Elżbieta Jeżewska (odc. 3, 36),
- Elżbieta Kowalska (odc. 5, 9, 13-14, 52),
- Marzena Kamińska (odc. 7-8, 15-16, 28, 41-43, 47-48, 50),
- Małgorzata Tomorowicz (odc. 34-35, 37, 44, 46)

Operator dźwięku:
- Andrzej Kowal (odc. 1-3, 5-9, 13-14, 30, 35-36, 41),
- Paweł Gniado (odc. 10, 16, 27-28, 31, 34, 37-39, 42, 44, 46-48, 50, 52),
- Jerzy Rogowiec (odc. 29, 33, 40, 43, 45, 51)

Montaż: Grażyna Gradoń

Kierownik produkcji: Dorota Filipek-Załęska

Opracowanie muzyczne piosenki: Jacek Szczygieł

Aranżacja: Tomasz Lewandowski

Tekst: Dorota Filipek-Załęska

Wystąpili:
- Mieczysław Gajda – 
  - Denver,
  - Freddy Facknitts
- Cezary Kwieciński – Wally Adams
- Krzysztof Ibisz –
  - Jeremy Anderson,
  - Spiker Jim (odc. 14)
- Jerzy Mazur –
  - Mario,
  - nauczyciel muzyki (odc. 8),
  - kamerzysta (odc. 10),
  - chiński kierowca (odc. 46),
  - jeden z uczniów (odc. 51)
- Paweł Galia –
  - Charlie „Shades”,
  - naukowiec (odc. 2),
  - dozorca (odc. 16)
- Halina Chrobak – Casey
- Włodzimierz Bednarski – 
  - Morton Fizzback,
  - dziadek Chen (odc. 2, 46),
  - pan Grumbley (odc. 3),
  - jeden z rabujących świątynię Majów (odc. 50),
  - dziadek Charliego (odc. 52)
- Barbara Bursztynowicz – 
  - Heather Adams,
  - Joy Chen (odc. 2)
- Rafał Kowalski –
  - prof. Bartłomiej Funt,
  - Modley,
  - strażnik leśny (odc. 4),
  - pan Baxter (odc. 7),
  - Mistrz Yamamoto (odc. 15),
  - DJ Strick (odc. 16),
  - pan Andrea (odc. 29),
  - przewodniczący festynu (odc. 34),
  - Biff Bird (odc. 35),
  - pan McCool (odc. 36),
  - komentator (odc. 40),
  - sułtan (odc. 41),
  - Sam (odc. 43)
  - pan Waldo (odc. 46),
  - pan Santos (odc. 50),
  - Chuck Logan (odc. 51)
- Krzysztof Tyniec – Nick
- Maria Homerska – „Paskudna Berta” Bird
- Ewa Kania – Narrator (odc. 1-2, 6, 8)
- Jolanta Wołłejko –
  - sąsiadka (odc. 1),
  - nauczycielka geografii (odc. 2)
- Andrzej Zieliński –
  - Scott (odc. 1-2),
  - Chet (odc. 2, 34),
  - Doktor D (odc. 9)
- Ewa Serwa –
  - piękna pracownica (odc. 3),
  - Darla Darling (odc. 10),
  - córka Mistrza Yamamoto (odc. 15),
  - Inga Swinga (odc. 30),
  - spikerka na lotnisku (odc. 30),
  - Diana Wellington (odc. 45),
  - Marsha Mile (odc. 46)
- Joanna Jędryka – Mandy (odc. 3)
- Zbigniew Borek –
  - Chet (odc. 5),
  - turysta (odc. 5),
  - rudy łobuz (odc. 10)
- Leopold Matuszczak –
  - starszy turysta (odc. 5),
  - Scotty (odc. 47)
- Piotr Pręgowski – Scott (odc. 6)
- Małgorzata Leśniewska –
  - pani Newton (odc. 6),
  - pani Adams (odc. 8)
- Tomasz Stockinger –
  - Tim Baxter (odc. 7),
  - Bart (odc. 34),
  - Lude Travers (odc. 39)
- Andrzej Bogusz –
  - pan Smith (odc. 7),
  - trener (odc. 8),
  - Walter Night (odc. 10),
  - Sherlock Holmes (odc. 15),
  - Tank (odc. 15),
  - Rock (odc. 16)
  - pan Richard (odc. 37),
  - Grab, jeden z łowców krokodyli (odc. 43),
  - prezenter (odc. 46),
  - nauczyciel (odc. 51),
  - operator Chucka Logana (odc. 51),
  - pan Cramp (odc. 51)
- Cezary Pazura – Wielki Rinaldo (odc. 7)
- Jerzy Złotnicki – Henry Adams (odc. 8)
- Włodzimierz Nowakowski – Scott (odc. 10)
- Małgorzata Boratyńska – Amy (odc. 10)
- Robert Rozmus – pan Brown (odc. 10)
- Jacek Jarosz – Bob Bobmomajster (odc. 14)
- Andrzej Chudy –
  - Biff Bird (odc. 29),
  - Grab (odc. 43),
  - Modley (odc. 47),
  - Larry (odc. 48),
  - drugi z rabujących świątynię Majów (odc. 50)
- Józef Mika – Bert Bird (odc. 29)
- Ryszard Jabłoński –
  - Doktor D (odc. 33),
  - spiker (odc. 40)
- Mirosława Krajewska – Bert Bird (odc. 35)
- Irena Malarczyk – ciocia Ada (odc. 37, 43)
- Ryszard Olesiński – Chet (odc. 40)
- Iwona Rulewicz – Joy Chen (odc. 46)
- Maria Szadkowska

i inni
Lektor:
- Ewa Kania (odc. 1-3, 5-10, 13-14, 16, 27-28, 30, 34-36, 38-43, 45, 50),
- Joanna Pałucka (odc. 29, 31, 33, 37, 44, 46-48, 51-52)

### Lektor
Wersja polska: Tele 5

Tekst: Monika Swadowska

Czytał: Henryk Pijanowski

### VHS
Serial został wydany na VHS przez Eurocom

### DVD
Serial został wydany na trzech płytach DVD z polskim dubbingiem przez DreamMedia w 2008 roku
- Narodziny Denvera[5]
- Denver w cyrku[9]
- Denver w zoo[10]

## Spis odcinków
| N/o            | Polski tytuł                                                | Francuski tytuł                    | Angielski tytuł                         |
| -------------- | ----------------------------------------------------------- | ---------------------------------- | --------------------------------------- |
|                |                                                             |                                    |                                         |
| Seria pierwsza |                                                             |                                    |                                         |
|                |                                                             |                                    |                                         |
| 01             | Narodziny Denvera Ostatni dinozaur                          | La naissance de Denver             | Denver, the Last Dino                   |
|                |                                                             |                                    | Denver, the Last Dino                   |
| 02             | Porwanie Ostatni dinozaur                                   | Denver découvre le monde           | Denver, the Last Dino                   |
|                |                                                             |                                    |                                         |
| 03             | Denver w chrupkach                                          | Denver parmi les chips             | In the Chips                            |
|                |                                                             |                                    |                                         |
| 04             | Filmowcy                                                    | Vidéohhh !                         | Videooh                                 |
|                |                                                             |                                    |                                         |
| 05             | Potwór z jeziora                                            | Denver et le monstre du lac        | The Monster of Lost Lake                |
|                |                                                             |                                    |                                         |
| 06             | Trudna próba dla Denvera Denver na pokaz                    | Denver passe l'épreuve             | Denver Makes the Grade                  |
|                |                                                             |                                    |                                         |
| 07             | Denver w cyrku Denver – cyrkowiec                           | Denver fait du cirque              | Big Top Denver                          |
|                |                                                             |                                    |                                         |
| 08             | Nieporozumienie                                             | Le malentendu                      | The Misunderstanding                    |
|                |                                                             |                                    |                                         |
| 09             | Denver w Zoo Lwy, tygrysy i dinozaury                       | Denver au zoo                      | Lions, Tigers, and Dinos                |
|                |                                                             |                                    |                                         |
| 10             | Konferencja prasowa Zmiana decyzji                          | Changement d'avis                  | Change of Heart                         |
|                |                                                             |                                    |                                         |
| 11             | Bronchitozaur                                               | Denver au Far West                 | Bronco-Saurus                           |
|                |                                                             |                                    |                                         |
| 12             | Denver Super Star                                           | Denver fait du cinéma              | Denver, Dino-Star                       |
|                |                                                             |                                    |                                         |
| 13             |                                                             | Denver au Dynoland                 | Dinoland                                |
|                |                                                             |                                    |                                         |
| 14             | Wygrana                                                     | Les vainqueurs                     | Winning                                 |
|                |                                                             |                                    |                                         |
| 15             | Wejście Dinozaura                                           | Denver fait du karaté              | Enter the Dino!                         |
|                |                                                             |                                    |                                         |
| 16             | Radio Denver!                                               | Radio Denver                       | Radio Denver!                           |
|                |                                                             |                                    |                                         |
| 17             | Upiór w kinie                                               | Le fantôme du cinéma               | The Phantom of the Movie Theatre        |
|                |                                                             |                                    |                                         |
| 18             | Brakujące ogniwo                                            | Le chaînon manquant                | Missing Links                           |
|                |                                                             |                                    |                                         |
| 19             |                                                             | Denver à la mer                    | Denver at Sea                           |
|                |                                                             |                                    |                                         |
| 20             | Denver – atrakcją przyjęć                                   | Denver est de la fête              | Party Time                              |
|                |                                                             |                                    |                                         |
| 21             |                                                             | Tout schuss                        | Ski Denver                              |
|                |                                                             |                                    |                                         |
| 22             | Denver na wystawie psów Psi dinozaur                        | Nom d'un chien                     | Dog Gone Denver!                        |
|                |                                                             |                                    |                                         |
| 23             | Miasto duchów                                               | La ville fantôme                   | Aunt Shadie's Ghost Town                |
|                |                                                             |                                    |                                         |
| 24             | Filmozaur                                                   | Vedette de cinéma                  | Moviestarus!                            |
|                |                                                             |                                    |                                         |
| 25             |                                                             | Denver à la plage                  | Beach Blanket Dino                      |
|                |                                                             |                                    |                                         |
| 26             |                                                             | L'histoire se répète               | History Repeats Itself                  |
|                |                                                             |                                    |                                         |
| 27             | Rockandrollowa wojna                                        | La guerre du rock                  | Battle of the Bands                     |
|                |                                                             |                                    |                                         |
| 28             | Denver bohaterem komiksu Numer z komiksem                   | Super héros                        | The Comic Book Caper                    |
|                |                                                             |                                    |                                         |
| 29             | Kiermasz na cele dobroczynne Karnawał                       | La grande kermesse                 | Carnival!                               |
|                |                                                             |                                    |                                         |
| 30             | Mój przyjaciel Denver Korespondencyjny przyjaciel           | Mon très cher Denver               | Pen Pal                                 |
|                |                                                             |                                    |                                         |
| 31             | Czarodziejskie ziarno kukurydzy Denver i magiczna kukurydza | Denver et le maïs magique          | Denver and the Cornstalk                |
|                |                                                             |                                    |                                         |
| 32             | Kosmiczne urodziny                                          | Les martiens soufflent les bougies | Birthday Party from Outer Space         |
|                |                                                             |                                    |                                         |
| 33             | Tresura Denvera Gimnastyka                                  | Jogging Denver                     | Jogging Denver                          |
|                |                                                             |                                    |                                         |
| 34             | Denver, ostatni smok                                        | Le dernier dragon                  | Denver, the Last Dragon                 |
|                |                                                             |                                    |                                         |
| 35             | Latający dinozaur                                           | Denver prend son vol               | High Flyin’ Denver                      |
|                |                                                             |                                    |                                         |
| 36             | Rewia Fizzbacka                                             | Fizzback's folies                  | Fizzback's Follies                      |
|                |                                                             |                                    |                                         |
| 37             | Denver paleontologiem Wykopaliska                           | Denver archéologue                 | Denver at the Digs                      |
|                |                                                             |                                    |                                         |
| 38             |                                                             | On a volé Denver                   | Denver, The Lost Dinosaur               |
|                |                                                             |                                    |                                         |
| 39             | Dinozaury to mój świat Dinozaury – moje życie               | Les dinosaures sont toute ma vie   | Dinos are my Life                       |
|                |                                                             |                                    |                                         |
| 40             | Dramat planety Pluton Pluton – bezludna planeta             | Planète à louer                    | Pluto Needs People                      |
|                |                                                             |                                    |                                         |
| 41             | Arabska przygoda                                            | L'ambiance d'Arabie                | Arabian Adventure                       |
|                |                                                             |                                    |                                         |
| 42             | Denver – genialny organizator Na plaży                      | Vent de folie sur la plage         | Venice Beach Blast                      |
|                |                                                             |                                    |                                         |
| 43             | Moczary blues Na bagnach                                    | Le blues des Bayous                | Bayou Blues                             |
|                |                                                             |                                    |                                         |
| 44             | Prawdziwy biznes to śnieg                                   | De la neige plein les poches       | There’s No Business, Like Snow Business |
|                |                                                             |                                    |                                         |
| 45             | Kulinarne znajomości Denver – szef kuchni                   | Une toque pour Denver              | Chef Denver                             |
|                |                                                             |                                    |                                         |
| 46             | Porywacze z chińskiej dzielnicy Afera w Chinatown           | Pousse pousse bambou               | The Chinatown Caper                     |
|                |                                                             |                                    |                                         |
| 47             | Partia golfa                                                | Partie de golf                     | Tee Time for Denver                     |
|                |                                                             |                                    |                                         |
| 48             |                                                             | Pizza connection                   | Food Wars                               |
|                |                                                             |                                    |                                         |
| 49             | Podróż w czasie                                             | Voyage dans le temps               | Denver and the Time Machine             |
|                |                                                             |                                    |                                         |
| 50             | Łowcy skarbów Canatta                                       | La chasse au trésor                | Canatta                                 |
|                |                                                             |                                    |                                         |
| 51             | Denver sensacją telewizji Denver w telewizji                | Denver fait la une                 | Big News Denver                         |
|                |                                                             |                                    |                                         |
| 52             | Viva Denver                                                 | Viva Denver                        | Viva Denver!                            |
|                |                                                             |                                    |                                         |